# Tuskegee, Alabama
Tuskegee là một thành phố thuộc quận Macon, tiểu bang Alabama, Hoa Kỳ. Dân số năm 2009 là 11063 người, mật độ đạt 265 người/km².